# Кувшинное (озеро)
Кувшинное (фин. Suurjärvi) — пресноводное озеро на территории Советского городского поселения Выборгского района Ленинградской области.

## Общие сведения
Площадь озера — 0,7 км², площадь водосборного бассейна — 6,6 км². Располагается на высоте 25,5 метров над уровнем моря.
Форма озера продолговатая: оно более чем на два километра вытянуто с северо-запада на юго-восток. Берега каменисто-песчаные, преимущественно заболоченные.
Из северо-западной оконечности озера вытекает ручей Мельничный, впадающий с левого берега в реку Гороховку, в свою очередь, впадающую в Выборгский залив.
К северо-западной оконечности озера проходит лесная дорога.
Населённые пункты вблизи водоёма отсутствуют.
Название озера переводится с финского языка как «большое озеро».
Код объекта в государственном водном реестре — 01040300511102000009872.